# Leichtathletik-Weltmeisterschaften 2011/Teilnehmer (Senegal)
| Gelbes Symbol für Goldmedaillen mit stilisierten Olympischen Ringen | Graues Symbol für Silbermedaillen mit stilisierten Olympischen Ringen | Braundes Symbol für Bronzemedaillen mit stilisierten Olympischen Ringen |
| ------------------------------------------------------------------- | --------------------------------------------------------------------- | ----------------------------------------------------------------------- |
| —                                                                   | —                                                                     | —                                                                       |

Der senegalesische Leichtathletik-Verband stellte bei den Leichtathletik-Weltmeisterschaften 2011 im koreanischen Daegu zwei Teilnehmer.

## Ergebnisse

### Frauen

#### Laufdisziplinen
| Athletin           | Disziplin | Vorlauf | Vorlauf | Halbfinale | Halbfinale | Finale        | Finale        |
| Athletin           | Disziplin | Zeit    | Platz   | Zeit       | Platz      | Zeit          | Platz         |
| ------------------ | --------- | ------- | ------- | ---------- | ---------- | ------------- | ------------- |
| Ndèye Fatou Soumah | 400 m     | 52,23 s | 15      | 52,10 s    | 16         | ausgeschieden | ausgeschieden |

#### Sprung/Wurf
| Athletin | Disziplin  | Qualifikation | Qualifikation | Finale        | Finale        |
| Athletin | Disziplin  | Weite/Höhe    | Platz         | Weite/Höhe    | Platz         |
| -------- | ---------- | ------------- | ------------- | ------------- | ------------- |
| Amy Sène | Hammerwurf | 66,15 m       | 23            | ausgeschieden | ausgeschieden |